# Drag Race España (quarta edizione)
La quarta edizione di Drag Race España è andata onda in Spagna a partire dal 22 settembre al 15 dicembre 2024 sulla piattaforma streaming ATRESplayer.
L'8 settembre 2024 sono state annunciate le dodici concorrenti, provenienti da diverse parti della Spagna, in competizione per ottenere il titolo di prossima España's Next Drag Superstar.
Le Cocó, vincitrice dell'edizione, ha guadagnato come premio 30000 €, una fornitura di cosmetici della NYX Professional Makeup, una corona e uno scettro di Aster Lab Jewels.

## Concorrenti
Le dodici concorrenti che prendono parte al reality show sono:
| Concorrente          | Vero nome                      | Età | Città                                       | Posizionamento |
| -------------------- | ------------------------------ | --- | ------------------------------------------- | -------------- |
| Le Cocó              | Álvaro Muñoz de Gracia         | 28  | Madrid – Madrid                             | Vincitrice     |
| La Bella Vampi       | Pablo Sanchis Serrano          | 30  | Valencia – Comunità Valenciana              | 2º posto       |
| Chloe Vittu          | José Luis Hernández Cazorla    | 23  | Barcellona – Catalogna                      | 3º posto       |
| La Niña Delantro     | Aura Ibáñez Guerrero           | 22  | Castellón de la Plana – Comunità Valenciana | 4º posto       |
| Mariana Stars        | Felipe Rey Sulbaran Mendez     | 28  | Mérida – Venezuela                          | 5º posto       |
| Megui Yeillow        | Guillermo Flores Asencio       | 31  | Siviglia – Andalusia                        | 6º posto       |
| Angelita La Perversa | Francisco José García González | 44  | Siviglia – Andalusia                        | 7º posto       |
| Miss Khristo         | Christian Galindo Gómez        | 31  | Madrid – Madrid                             | 8º posto       |
| Kelly Passa!?        | Lluis Gutiérrez Rodríguez      | 38  | Barcellona – Catalogna                      | 9º posto       |
| Dita Dubois          | Antonio Domingo Noda Pérez     | 37  | Tenerife – Isole Canarie                    | 10º posto      |
| Porca Theclubkid     | Nelo González Pla              | 39  | Valencia – Comunità Valenciana              | 11º posto      |
| Shani LaSanta        | Jorge Vargas Lara              | 25  | Cadice – Andalusia                          | 12º posto      |

## Tabella eliminazioni
| Ordine | Episodi  | Episodi  | Episodi  | Episodi  | Episodi  | Episodi  | Episodi  | Episodi | Episodi | Episodi | Episodi        | Episodi |
| Ordine | 1        | 2        | 3        | 4        | 5        | 6        | 7        | 8       | 9       | 11      | 12             |         |
| ------ | -------- | -------- | -------- | -------- | -------- | -------- | -------- | ------- | ------- | ------- | -------------- | ------- |
| 1      | Khristo  | Megui    | Angelita | La Niña  | Mariana  | Vampi    | Le Cocó  | Le Cocó | Chloe   | Chloe   | Le Cocó        |         |
| 2      | Mariana  | Angelita | Kelly    | Mariana  | Le Cocó  | Angelita | Megui    | Chloe   | La Niña | Le Cocó | La Bella Vampi |         |
| 3      | Vampi    | Le Cocó  | Le Cocó  | Vampi    | Vampi    | Megui    | Chloe    | La Niña | Vampi   | Vampi   | Chloe Vittu    |         |
| 4      | Porca    | Mariana  | Vampi    | Megui    | Megui    | Le Cocó  | Mariana  | Vampi   | Le Cocó | La Niña |                |         |
| 5      | Chloe    | Chloe    | Megui    | Le Cocó  | Chloe    | Mariana  | Vampi    | Mariana | Mariana |         |                |         |
| 6      | Megui    | Vampi    | Khristo  | Chloe    | La Niña  | Chloe    | La Niña  | Megui   |         |         |                |         |
| 7      | Le Cocó  | La Niña  | Chloe    | Khristo  | Angelita | La Niña  | Angelita |         |         |         |                |         |
| 8      | Kelly    | Kelly    | La Niña  | Angelita | Khristo  |          |          |         |         |         |                |         |
| 9      | Dita     | Dita     | Mariana  | Kelly    |          |          |          |         |         |         |                |         |
| 10     | Angelita | Khristo  | Dita     |          |          |          |          |         |         |         |                |         |
| 11     | La Niña  | Porca    |          |          |          |          |          |         |         |         |                |         |
| 12     | Shani    |          |          |          |          |          |          |         |         |         |                |         |

Legenda:
     La concorrente ha vinto la gara
     La concorrente è arrivata in finale ma non ha vinto la gara
     La concorrente è arrivata in finale, ma è stata eliminata
     La concorrente ha vinto la puntata
     La concorrente figura tra le prime ma non ha vinto la puntata
     La concorrente è salva e accede alla puntata successiva (l'ordine di chiamata è casuale)
     La concorrente figura tra le ultime ma non è a rischio eliminazione
     La concorrente figura tra le ultime due ed è a rischio eliminazione
     La concorrente è stata eliminata
     La concorrente figura tra le ultime due ed è a rischio eliminazione, ma è stata poi riammessa in gara in quanto proprietaria della Statuetta Supremme

## Giudici
- Supremme de Luxe
- Ana Locking
- Javier Ambrossi
- Javier Calvo

### Giudici ospiti
- Boris Izaguirre
- Manuela Trasobares
- Loles León
- Belén Aguilera
- Valeria Vegas
- Melody
- Eduardo Navarrete
- Valeria Ros

## Riassunto episodi

### Episodio 1 –Viaje en el Tiempo
Il primo episodio della quarta edizione spagnola si apre con le concorrenti che entrano nell'atelier. La prima a entrare è Dita Dubois, l'ultima è Megui Yeillow. Supremme de Luxe fa il suo ingresso annunciando l'inizio di una nuova edizione e dando il benvenuto alle concorrenti.
Prima di dare inizio alla gara Supremme offre alle concorrenti una fetta della torta delle regine, annunciando che all'interno di una c'è una Statuetta Supremme, che permetterà alla concorrente a rischio eliminazione di evitare l'esibizione al playback e tornare in competizione, scambiandosi di posto con la concorrente precedentemente salvata tra le tre peggiori; tuttavia, Le Cocó ha beccato la fetta con il fagiolo, pertanto non potrà utilizzare il potere della Statuetta Supremme.
- La sfida principale: le concorrenti partecipano al Ball de Viaje en el Tiempo, dove presenteranno tre look differenti; il terzo dovrà essere cucito e assemblato a mano. Le categorie sono:
- Regreso al Pasado: un look ispirato al passato e alle origini delle concorrenti;
- Salto al Futuro: un look su come le concorrenti pensano di essere fra 20 anni;
- Mi Segunda Primera Vez: un look realizzato in giornata con materiali e stoffe che prende ispirazione dall'abito che hanno indossato per la prima volta in drag.

Giudice ospite della puntata è Boris Izaguirre. Supremme de Luxe dichiara Porca, Chloe, Megui, Le Cocó, Kelly e Dita salve e lascia le altre concorrenti sul palco per le critiche. Shani LaSanta e La Niña Delantro sono le peggiori, mentre Miss Khristo è la migliore della puntata.
- L'eliminazione: Shani LaSanta e La Niña Delantro vengono chiamate ad esibirsi con la canzone Las 12 di Ana Mena e Belinda. La Niña Delantro si salva, mentre Shani LaSanta viene eliminata dalla competizione.

### Episodio 2 –Noche de Estrellas
Il secondo episodio si apre con le concorrenti che rientrano nell'atelier dopo l'eliminazione di Shani, con La Niña grata di avere ancora una possibilità per dimostrare le sue qualità ai giudici. Intanto le concorrenti si complimentano con Khristo per la prima vittoria dell'edizione.
- La mini sfida: le concorrenti devono realizzare un trucco occhi ispirato a Manuela Trasobares in 15 minuti. Al termine del tempo mostreranno il risultato all'omonima mezzosoprano ed ex politica spagnola. La vincitrice della mini sfida è La Niña Delantro.
- La sfida principale: le concorrenti prendono parte al Supremme Eleganza Talent Extravaganza, una gara di talenti, esibendosi davanti ai giudici. Le concorrenti decidono di esibirsi nelle seguenti categorie:

| Concorrente          | Talento dell'esibizione |
| -------------------- | ----------------------- |
| Mariana Stars        | Lip sync                |
| Chloe Vittu          | Canto e cabaret         |
| La Bella Vampi       | Canto                   |
| Megui Yeillow        | Lip sync                |
| Le Cocó              | Monologo e canto        |
| Dita Dubois          | Tutoria comico          |
| Porca Theclubkid     | Performance fetish      |
| La Niña Delantro     | Lip sync e ballo        |
| Kelly Passa!?        | Canto e loop station    |
| Miss Khristo         | Ballo                   |
| Angelita La Perversa | Lip sync                |

Giudice ospite della puntata è Manuela Trasobares. Il tema della sfilata è Barrococó , dove le concorrenti devono sfoggiare un abito ispirato all'omonimo movimento culturale. Supremme de Luxe dichiara Mariana, Chloe, Vampi, La Niña e Kelly salve e lascia le altre concorrenti sul palco per le critiche. Porca Theclubkid e Miss Khristo sono le peggiori, mentre Megui Yeillow è la migliore della puntata.
- L'eliminazione: Porca Theclubkid e Miss Khristo vengono chiamate ad esibirsi con la canzone Cuando zarpa el amor dei Camela. Miss Khristo si salva, mentre Porca Theclubkid viene eliminata dalla competizione.